# Антропов, Олег Петрович
Оле́г Петро́вич Антро́пов (латыш. Oļegs Antropovs; 5 ноября 1947, пос. Новый, Южно-Казахстанская область, Казахская ССР, СССР — 15 октября 2023) — советский волейболист, игрок сборной СССР (1968—1970), олимпийский чемпион (1968), чемпион СССР (1969). Заслуженный мастер спорта СССР (1990).

## Биография
Выступал за команды «Буревестник» (Алма-Ата), с 1971 года — «Радиотехник» (Рига). Чемпион СССР (1969), серебряный (1968, 1970, 1973, 1974, 1975) и бронзовый (1967, 1971) призёр союзных первенств, двукратный победитель Кубка европейских чемпионов (1970, 1971), трёхкратный бронзовый призёр Спартакиад народов СССР (1967, 1971, 1975).
В сборной СССР в официальных соревнованиях выступал в 1968—1970 годах. В её составе стал олимпийским чемпионом-1968, бронзовым призёром Кубка мира-1969, участником чемпионата мира-1970.
По окончании игровой карьеры Олег Антропов работал тренером рижского «Радиотехника». Член КПСС с 1977 года. В 1988—1989 годах в качестве старшего тренера привёл молодёжную сборную СССР к званиям чемпиона Европы (1988) и чемпиона мира (1989).
В 1990—1992 годах работал в клубных командах Катара, в 1992—1995 годах тренировал латвийские клубы «Ригонда» и «Озолниеки». В 1995—1997 годах — главный тренер команды «Младост» (Загреб), с которой дважды выигрывал чемпионаты Хорватии и становился бронзовым призёром Кубка чемпионов-1996/97. В 1997—1998 годах — главный тренер чемпиона Словакии братиславской «Нафты».
В 1998 году — старший тренер мужской сборной России, ставшей серебряным призёром Мировой лиги.
После 1999 года в течение девяти лет работал в Японии с клубом «Джей-Ти» (Хиросима), неоднократно выигрывал медали национального чемпионата и Кубок императора.
Скончался 15 октября 2023 года на 76-м году жизни.